# Articulo
Articulo – Journal of Urban Research est une publication en ligne à comité de lecture qui se consacre aux questions urbaines.

## Forme
Articulo est une revue en accès libre indexée par SCOPUS et l'Agence d’évaluation de la recherche et de l’enseignement supérieur (AERES) et référencée par plusieurs annuaires en ligne, notamment Intute et le Directory of Open Access Journals (DOAJ).  Elle est hébergée par le portail OpenEdition Journals, une plate-forme électronique qui accueille les revues de sciences humaines et sociales.
Articulo publie des numéros thématiques ainsi que des comptes rendus de lecture et des actes de colloque. Les textes sont publiés en français ou en anglais.
Depuis septembre 2015, Articulo est éditée par une association loi de 1901 créée à cette intention. 

## Contenu
Multidisciplinaire, la revue publie des contributions théoriques et empiriques portant sur les transformations sociales, environnementales et économiques des villes et des régions urbaines. Elle sert de forum international aux scientifiques et praticiens travaillant sur les problématiques urbaines dans le monde.